# Europiella senjoensis
Europiella senjoensis är en insektsart som först beskrevs av Rauno E. Linnavuori 1961.  Europiella senjoensis ingår i släktet Europiella och familjen ängsskinnbaggar. Inga underarter finns listade i Catalogue of Life.